# Adoretus carinilabris
Adoretus carinilabris är en skalbaggsart som beskrevs av Ohaus 1941. Adoretus carinilabris ingår i släktet Adoretus och familjen Rutelidae. Inga underarter finns listade i Catalogue of Life.